# 北本宿
北本宿（きたもとしゅく）は、埼玉県北本市の大字。郵便番号は364-0021。

## 地理
北本市南部に位置する。市制施行後の1973年（昭和48年）から1978年（昭和53年）にかけて住居表示実施に伴い、中央・東間・北本・本宿・中丸に分割されて範囲を狭めてきた。年を追う毎に次第に範囲を狭めており、2016年には緑三・四丁目および下石戸一丁目の成立によりほぼ消滅する。中丸一丁目と緑四丁目との境界付近を通る高崎線沿いに南北に非常に細長い飛地がある。

## 歴史
もとは北本宿村であった。「北本宿」という宿場町が存在したわけではなく、慶長期に鴻巣宿が鴻巣に移転後、元禄期に元宿（本宿）と呼ばれるようになり、明治時代の郡区町村編制法施行の際に北足立郡内での混同を防ぐために北本宿村と改められた（南はさいたま市にある南元宿）。
- 1889年（明治22年）4月1日 - 町村制施行に伴い、北本宿村・北中丸村・山中村・東間村・深井村・宮内村・古市場村・常光別所村・花ノ木村が合併し、北足立郡中丸村となる[9]。北本宿村は中丸村の大字北本宿になる。
- 1943年（昭和18年）2月11日 - 中丸村と石戸村が合併、北足立郡北本宿村が発足する[10][4]。北本宿村の大字となる。
- 1959年（昭和34年）10月31日 - 北本宿村を改称して北本村が発足し、北本村の大字となる[10][4]。
- 1959年（昭和34年）11月3日 - 町制施行[10][7]。北本町の大字となる。
- 1971年（昭和46年）11月3日 - 市制施行[10][7]。北本市の大字となる。
- 1973年（昭和48年）6月1日 - 北本宿の一部を分割し、大字下石戸上・下石戸下・高尾の各一部と併合して中央一 - 四丁目が成立する[11]。
- 1973年（昭和48年）8月1日  - 北本宿の一部を分割し、大字東間・深井・宮市の各一部と併合して東間一 - 八丁目が成立する[7]。
- 1975年（昭和50年）2月1日 - 北本宿の一部を分割し、大字宮内・東間・山中・古市場の各一部と併合して北本一 - 四丁目が成立する[7]。
- 1978年（昭和53年）11月1日 - 北本宿の一部を分割し、大字東間・山中・下石戸下・北中丸の各一部と併合して本宿一 - 八丁目が成立する[11]。
- 1978年（昭和53年）11月1日 - 北本宿の一部を分割し、大字北中丸・東間・山中の各一部と併合して中丸一 - 五丁目が成立する[11]。
- 2016年（平成28年）8月1日 - 緑三・四丁目、下石戸一丁目が北本宿及び下石戸下から成立することにより[12][13]、ほぼ消滅。

## 世帯数と人口
2017年（平成29年）3月31日現在の世帯数と人口は以下の通りである。
| 大字   | 世帯数 | 人口 |
| ------ | ------ | ---- |
| 北本宿 | 33世帯 | 75人 |

## 小・中学校の学区
市立小・中学校に通う場合、学区（校区）は以下の通りとなる。
| 番地 | 小学校           | 中学校             |
| ---- | ---------------- | ------------------ |
| 全域 | 北本市立南小学校 | 北本市立北本中学校 |

## 交通

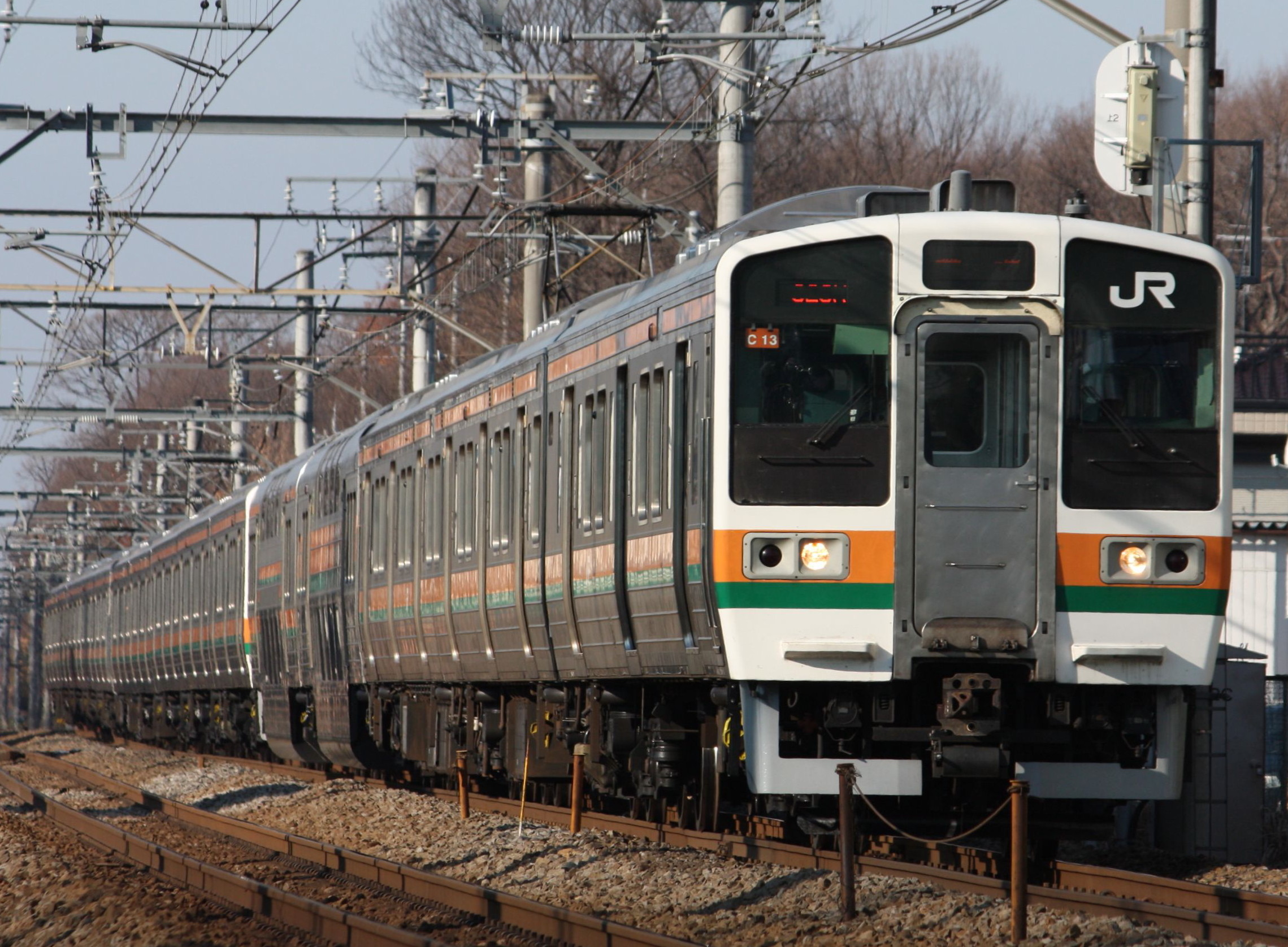
北本宿地内を通る高崎線列車

### 鉄道
現在は地域内に鉄道駅は無いが、中丸付近の高崎線の線路敷が北本宿となっている。なお、もともとの大字北本宿内には当地名を由来とする北本駅が開業しており、北本駅の名称から北本市という市名がつけられた経緯がある。

### 道路
- 埼玉県道312号下石戸上菖蒲線（ただし、2016年8月1日以降は緑三丁目）
- 南小通り

## 施設
いくつかの医院と二十数件の民家があるのみで、目立った施設は地内に存在しない。なお、高崎線沿いの飛地に高崎線の施設がある。2016年7月31日までは北本消防署や、北本市立南小学校、みなみ幼稚園などがあったが、これらの住所は緑三丁目に変更された。